# Gerard Baksteen
Gerardus (Gerard) Baksteen (Rotterdam, 12 februari 1887 – Turnhout, 25 februari 1976) was een Nederlandse graficus, kunstschilder, aquarellist, tekenaar, pastellist,  houtgraveur, illustrator en boekbandontwerper.

## Levensloop
Baksteen, een zoon van Dirk Baksteen en Jansje van Heiningen, groeide op in een gezin van tien kinderen. Hij was de broer van kunstschilder Dirk Baksteen. Op 14 mei 1919 trouwde Gerard Baksteen met zijn verloofde Anna Wichern. Op 15 november 1921 werd hun dochter Lena-Marie in Poortugaal (Z.H.) geboren.  
Hij was werkzaam in Rotterdam en Mol in 1912, in Antwerpen van 1913 tot 1914, in IJsselmonde (Rotterdam) van 1914 tot 1919, in Antwerpen van 1919 tot 1922, in Zoersel van 1922 tot 1930, in Schilde België van 1930 tot 1948, in Rotterdam 1948, in Haarlem van 1948 tot 1952 en daarna weer in Antwerpen. 
In 1912 leerde hij in België de kunstenaar Jacob Smits kennen en hij ging werken op diens atelier in de Belgische plaats Mol. Door de lessen van Smits verruimde Baksteen zijn artistieke visie en kwam los van de academische schoolsheid. Baksteen haalde zijn broer Dirk over om in Mol te komen werken en kennis te maken met Smits. Hij schilderde stillevens, portretten, landschappen en bloemstukken. Ook was hij een begenadigd houtsnijder en een zeer begaafd aquarellist. Hij was een bescheiden man die teruggetrokken leefde in zijn atelier. 
Zijn opleiding kreeg hij aan de Academie voor Beeldende Kunsten in Rotterdam en het Nationaal Hoger Instituut voor Schone Kunsten in Antwerpen. 
Hij maakte houtsneden en ontwierp de boekbanden voor De Berechtinge van Guido Gezelle en in 1937 Kerstmis in de Kempen van Antoon Coolen voor Nijgh en Van Ditmar. Hij illustreerde ook Prutske's Vertelselboek geschreven door Stijn Streuvels.
Hij verkreeg een zilveren medaille te Rotterdam en van 1909 tot en met 1912 de koninklijke subsidie.
Hij was lid van het Sint-Lucasgilde en de Kunstkring Moderne Kunst in Antwerpen. Hij was ook lid van de Vereniging van Kempische Schrijvers waarvoor hij jaarlijks een portret schilderde van een van de leden.

## Tentoonstellingen
- 1928, Antwerpen, Stadsfeestzaal, 64e Jaarlijksch Salon- Kunstkring ‘Als Ick Kan’ - Retrospectieve wijlen René Bosiers (11/2-5/3)
- 1931, Antwerpen, Stedelijke feestzaal, Moderne Kunst (23/1-8/2)
- 1933, Antwerpen, Stadsfeestzaal, Moderne Kunst (18/2- 6/3)
- 1933, Gent, Feestzaal, Citadelpark, 45e Salon – Moderne Kunst (12/8-8/10)
- 1934, Antwerpen, Stedelijke feestzaal, Moderne Kunst (10-26/2)
- 1934, Antwerpen, Kapelleke op het St-Niklaaspleintje, De Crisis en onze Kunstenaars (16-30/6)
- 1935, Antwerpen, Stedelijke feestzaal, Moderne Kunst (12-26/2)
- 1940, Antwerpen, Hotel 'Osterrieth', Winterhulp - Tentoonstelling van kunstwerken door de beeldende kunstenaars geschonken (31/12/1940 - 31/1/1941)
- 1985, Antwerpen, Galerij Brabo, Tentoonstelling Moderne Kunst 1927-1940, Hulde aan Pol Verswijver (4/12/1985 – 24/1/1986)

## Illustraties
Voor de volgende boeken maakte hij de illustraties:
- STREUVELS, Stijn, Prutskes Vertelselboek, uitgeverij Desclée, De Brouwer & Cie, Brugge, 1935
- COOLEN, Antoon, Kerstmis in de Kempen, uitgeverij Nijgh & Van Ditmar N.V., Rotterdam, 1937

## Musea
- Zonnebloemen, 1915, Brugge
- Zelf portret Gerard Baksteen, Taxandriamuseum, Turnhout
- Portret van E.H. De Voght, Taxandriamuseum, Turnhout
- Portret van Mgr. K. Cruysberghs, 1966, Taxandriamuseum, Turnhout
- Portret van Jan Van Gorp, 1953, Taxandriamuseum, Turnhout
- Stilleven met hoed, 1935, Koninklijk Museum voor Schone Kunsten, Antwerpen
- Portret van Anna Simon, 2de echtgenote van Remi Sterkens, 1962, Letterenhuis, Antwerpen, referentie: tg:lhpa:9775